# Taipei Dome
Ne doit pas être confondu avec Taipei Arena.
Taipei Dome (en chinois traditionnel : 臺北大巨蛋 ; pinyin : Táiběi dàjùdàn), parfois désigné Farglory Dome (chinois traditionnel : 遠雄巨蛋 ; pinyin : Yuǎnxióng jùdàn, du nom de son maître d'œuvre), est un stade multi-usage en construction situé à Taipei à Taïwan.
Il est conçu pour avoir une capacité de 40 000 spectateurs. Sa construction a commencé en octobre 2011.

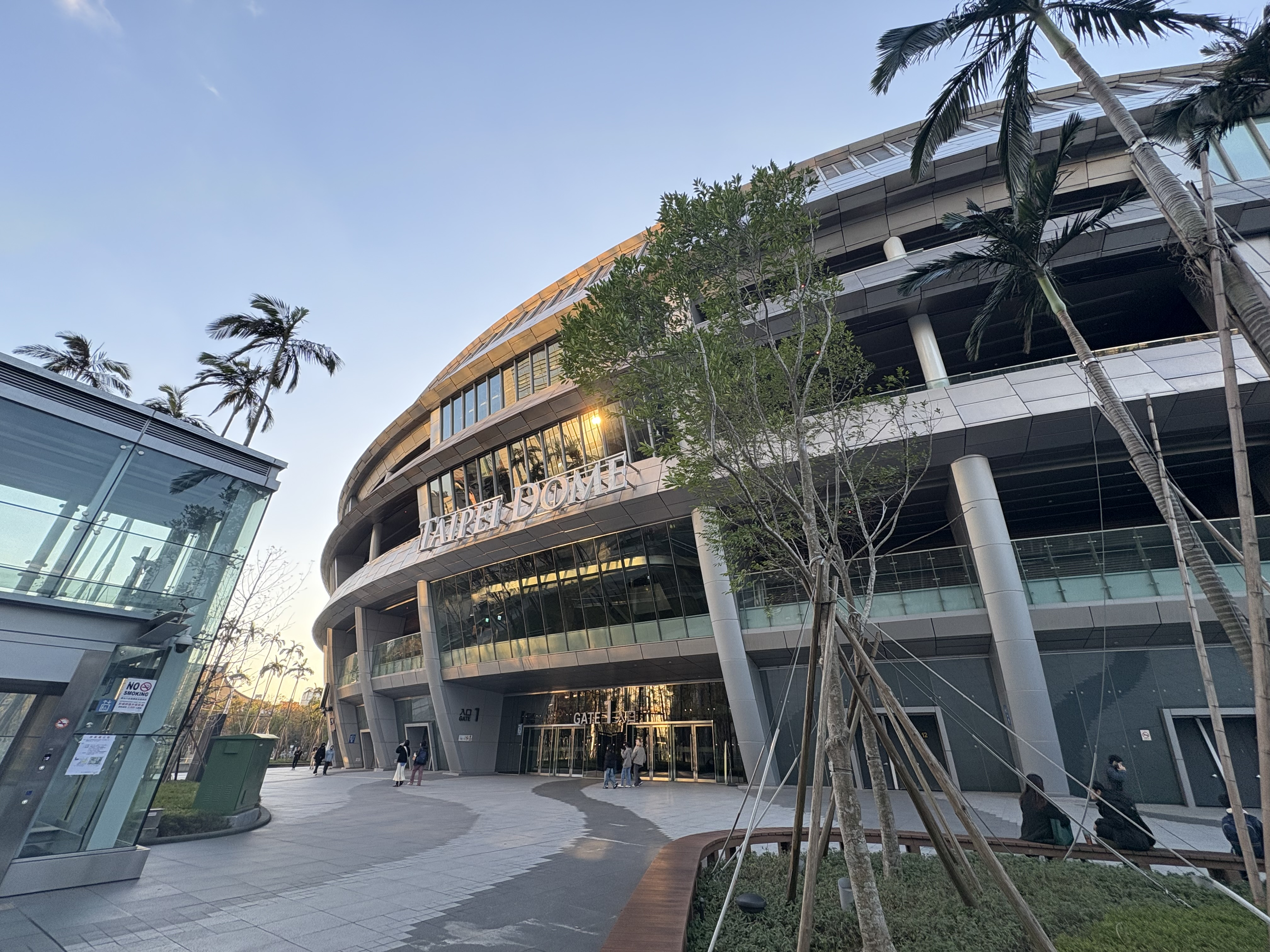
L'extérieur avant du Taipei Dome en 2025

## Histoire

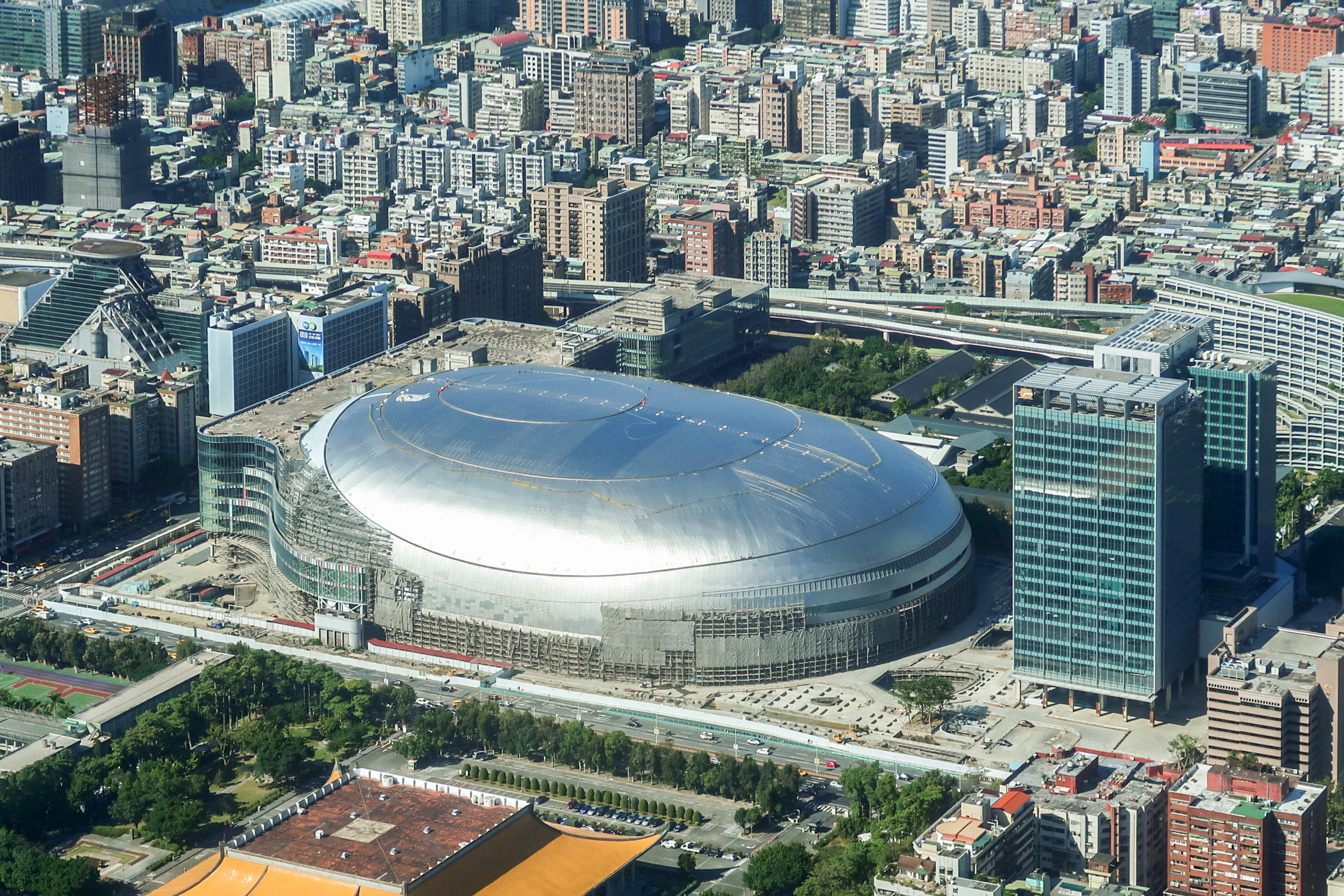
Taipei Dome en construction en 2019